# Spelaeomys
Spelaeomys, Spelaeomys florensis — мешкав на острові Флорес, Індонезія. Ймовірно, вимер до 1500 року. Цей зразок відомий лише з кількох субвикопних фрагментів. Це єдиний представник роду Spelaeomys. Ймовірно, це був деревний вид, який харчувався плодами і листям.